# Franz Reuleaux
Franz Reuleaux (Eschweiler, 30 settembre 1829 – Charlottenburg, 20 agosto 1905) è stato un ingegnere meccanico tedesco, considerato il padre della cinematica.

## Biografia
Studiò al Karlsruher Institut für Technologie e alle università di Berlino e di Bonn. Dopo un periodo in cui lavorò nell'azienda meccanica di famiglia (sia il padre che il nonno erano costruttori meccanici) diventò professore al Politecnico di Zurigo. Nel 1879 fu nominato rettore della "Königs Technischen Hochschule" di Berlino e Charlottenburg (oggi Università tecnica di Berlino), un istituto di primaria importanza, con circa 300 insegnanti. Reuleaux era largamente noto come ingegnere-scienziato, consulente industriale, riformatore dei corsi scolastici e leader dell'élite tecnica della Germania.
Nel 1876 fu presidente di un gruppo di giudici tedeschi inviati alla Sixth World Industrial Fair di Filadelfia, che dovevano valutare la qualità dei prodotti esposti. Reuleaux ammise che i macchinari tedeschi erano molto inferiori a quelli di diversi altri paesi. Ciò fu uno shock per le industrie tedesche ed ebbe larga eco nella stampa.
Dal 1882 fu ammesso a far parte dell'Accademia Reale Svedese delle Scienze.

## Cinematica
Reuleaux riteneva che le macchine possano essere immaginate come catene di collegamenti elementari chiamati coppie cinematiche. Le sollecitazioni a cui è sottoposta la macchina vengono trasmesse ai punti di giunzione di ogni coppia cinematica.
Sviluppò una notazione simbolica compatta per descrivere la topologia di una vasta gamma di meccanismi, mostrando come tale notazione possa essere usata per classificarli, arrivando anche ad inventare nuove utili macchine. Tramite finanziamenti governativi progettò e fece costruire oltre 300 modelli di meccanismi elementari, tra cui il meccanismo a quattro barre e la manovella.
Egli è ricordato principalmente per il triangolo di Reuleaux, una curva ad ampiezza costante che aveva contribuito a realizzare; al giorno d'oggi questa forma geometrica ha numerose applicazioni pratiche (come, ad esempio, il rotore del Motore Wankel).

## Opere
- Kinematics of Machinery (1875). ebook KMODDL - Kinematic Models for Design Digital Library
- The Constructor (1861) ebook KMODDL - Kinematic Models for Design Digital Library
- Kurzgefasste Geschichte der Dampfmaschine (1891)
- Thomassche Rechenmaschine (II ed., 1892)